# Spacerek staromiejski
Spacerek staromiejski – polski krótkometrażowy fabularyzowany film dokumentalny z 1958 roku w reżyserii Andrzeja Munka, według własnego scenariusza.

## Treść
Film przedstawia losy młodej uczennicy konserwatorium, która po skończonych zajęciach muzycznych decyduje się na przechadzki po odrestaurowanej warszawskiej Starówce, odnowionej po zniszczeniach wojennych. Oprócz architektonicznych walorów tej historycznej dzielnicy film akcentuje jej bogatą tkankę akustyczną – od radosnych okrzyków bawiących się dzieci, przez odgłosy przelatujących nad miastem samolotów odrzutowych, aż po charakterystyczne dźwięki dobiegające z rzemieślniczych pracowni szewskich.

## Produkcja
Film powstał w Wytwórni Filmów Dokumentalnych. Jego reżyserem i scenarzystą był Andrzej Munk, a barwne zdjęcia do Spacerku staromiejskiego nakręcił Kurt Weber. Muzykę do utworu skomponował Andrzej Markowski, a film zmontowała Jadwiga Zajiček,